# 迈克·奥克斯利
迈克·奥克斯利 (英語：Michael Garver "Mike" Oxley, 1944年2月11日—2016年1月1日) 是一位美国共和党政治家，曾担任俄亥俄州众议员以及俄亥俄州联邦众议员。

## 生平
1944年出生在俄亥俄州，1966年毕业于迈阿密大学，1969年毕业于俄亥俄州立大学法律博士。1969年加入美国联邦调查局，在俄亥俄州共和党中异常活跃，1973年担任俄亥俄州众议院议员，1981年担任俄亥俄州联邦众议员。出任金融服务委员会主席，2002年发起制定了著名的《萨班斯-奥克斯利法案》，该法案遂以他和萨班斯的名字命名。2005年11月宣布退休，2007年正式生效。
2016年1月1日，迈克·奥克斯利在弗吉尼亚州因肺癌去世，享年71岁。